# Liste der Monuments historiques in Gaye
Die Liste der Monuments historiques in Gaye führt die Monuments historiques in der französischen Gemeinde Gaye auf.

## Liste der Objekte
| Bezeichnung | Beschreibung  | Standort                      | Kennzeichnung | Schutzstatus | Datum | Bild |
| ----------- | ------------- | ----------------------------- | ------------- | ------------ | ----- | ---- |
| Glocke      | 1659 gegossen | in der Kirche St-Denis (Lage) | PM51003389    | Inscrit      | 1998  |      |